# مارت ساندر
مارت ساندر (استونیایی: Mart Sander؛ زادهٔ ۱۰ اوت ۱۹۶۷) خواننده، بازیگر تئاتر، سینما و تلویزیون، نویسنده و نقاش اهل استونی است.